# Masłów (gmina)
Masłów (do 1954 gmina Dąbrowa) – gmina wiejska w województwie świętokrzyskim, w powiecie kieleckim. Jedną z gmin aglomeracji kieleckiej. W latach 1975–1998 gmina należała administracyjnie do województwa kieleckiego.
Oficjalna siedziba gminy to Masłów (nie istnieje taka miejscowość), choć urząd gminy znajduje się we wsi Masłów Pierwszy.
Według danych z 26 listopada 2009 gminę zamieszkiwało 9848 osób. Natomiast według danych z 31 grudnia 2019 roku gminę zamieszkiwały 11 063 osoby.
W centrum gminy zlokalizowane jest średniej wielkości sportowe lotnisko Kielce-Masłów użytkowane przez Aeroklub Kielecki.

## Historia
Gminę Masłów utworzono 1 stycznia 1973 roku na podstawie uchwały Wojewódzkiej Rady Narodowej w Kielcach.

## Struktura powierzchni
Według danych z 2002 r. gmina Masłów zajmuje obszar 86,27 km², w tym:
- użytki rolne: 52%
- użytki leśne: 37%

Gmina stanowi 3,84% powierzchni powiatu.

## Demografia
Dane z 30 czerwca 2004:
| Opis                              | Ogółem | Ogółem | Kobiety | Kobiety | Mężczyźni | Mężczyźni |
| --------------------------------- | ------ | ------ | ------- | ------- | --------- | --------- |
| Jednostka                         | osób   | %      | osób    | %       | osób      | %         |
| Populacja                         | 9442   | 100    | 4672    | 49,5    | 4770      | 50,5      |
| Gęstość zaludnienia [mieszk./km²] | 109,4  | 109,4  | 54,2    | 54,2    | 55,3      | 55,3      |

Dane z 31-12-2021r: Populacja ogółem: 11097, kobiety: 5510 (49,65%), mężczyźni: 5587 (50,35%)

## Miejscowości

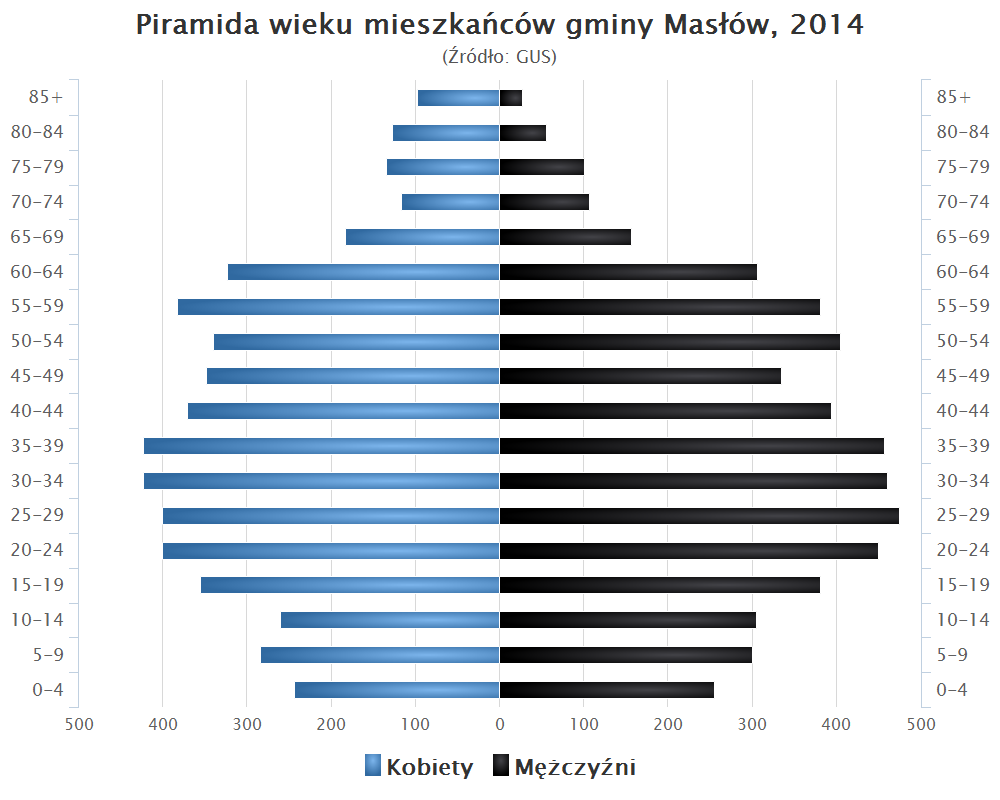
Piramida wieku mieszkańców gminy Masłów w 2014 roku

| Miejscowości podstawowe oraz ich integralne części w administracji gminy wiejskiej Masłów                                                                                                 | Miejscowości podstawowe oraz ich integralne części w administracji gminy wiejskiej Masłów | Miejscowości podstawowe oraz ich integralne części w administracji gminy wiejskiej Masłów | Miejscowości podstawowe oraz ich integralne części w administracji gminy wiejskiej Masłów | Miejscowości podstawowe oraz ich integralne części w administracji gminy wiejskiej Masłów |
| SIMC | Nazwa miejscowości                                                                        | Rodzaj                                                                                    | Miejscowość podstawowa                                                                    | Położenie geograficzne                                                                    |
| --- | ----------------------------------------------------------------------------------------- | ----------------------------------------------------------------------------------------- | ----------------------------------------------------------------------------------------- | ----------------------------------------------------------------------------------------- |
| 0250168 | Ameliówka                                                                                 | kolonia                                                                                   | Mąchocice Kapitulne                                                                       | 50°54′26″N 20°47′07″E/50,907222 20,785278                                                 |
| 0250174 | Baków                                                                                     | przysiółek wsi                                                                            | Mąchocice Kapitulne                                                                       | 50°53′41″N 20°46′55″E/50,894722 20,781944                                                 |
| 0249768 | Barcza                                                                                    | wieś                                                                                      |                                                                                           | 50°56′32″N 20°46′04″E/50,942222 20,767778                                                 |
| 0249780 | Brzezinki                                                                                 | wieś                                                                                      |                                                                                           | 50°55′29″N 20°45′52″E/50,924722 20,764444                                                 |
| 0249834 | Ciekoty                                                                                   | wieś                                                                                      |                                                                                           | 50°55′01″N 20°48′12″E/50,916944 20,803333                                                 |
| 0249840 | Ciekoty-Górka                                                                             | część wsi                                                                                 | Ciekoty                                                                                   | 50°54′18″N 20°48′27″E/50,905000 20,807500                                                 |
| 0249870 | Dąbrowa                                                                                   | wieś                                                                                      |                                                                                           | 50°54′33″N 20°41′19″E/50,909167 20,688611                                                 |
| 0995922 | Dąbrowa-Osiedle                                                                           | przysiółek wsi                                                                            | Dąbrowa                                                                                   | 50°55′17″N 20°40′56″E/50,921389 20,682222                                                 |
| 0249969 | Dolina Marczakowa                                                                         | część wsi                                                                                 | Masłów Drugi                                                                              | 50°55′33″N 20°44′04″E/50,925833 20,734444                                                 |
| 0249923 | Domaszowice Rządowe                                                                       | część wsi                                                                                 | Domaszowice                                                                               | 50°52′07″N 20°40′59″E/50,868611 20,683056                                                 |
| 0249917 | Domaszowice                                                                               | wieś                                                                                      |                                                                                           | 50°52′24″N 20°40′58″E/50,873333 20,682778                                                 |
| 0249975 | Duża Wiśniówka                                                                            | część wsi                                                                                 | Masłów Drugi                                                                              | 50°56′11″N 20°42′29″E/50,936389 20,708056                                                 |
| 0250116 | Golica                                                                                    | część wsi                                                                                 | Mąchocice Kapitulne                                                                       | 50°53′21″N 20°46′52″E/50,889167 20,781111                                                 |
| 0249886 | Kolonia                                                                                   | część wsi                                                                                 | Dąbrowa                                                                                   | 50°54′20″N 20°41′03″E/50,905556 20,684167                                                 |
| 0250257 | Kopcówki                                                                                  | część wsi                                                                                 | Wola Kopcowa                                                                              | 50°52′50″N 20°44′39″E/50,880556 20,744167                                                 |
| 0249892 | Koszarka                                                                                  | część wsi                                                                                 | Dąbrowa                                                                                   | 50°55′10″N 20°41′22″E/50,919444 20,689444                                                 |
| 0249981 | Łąki                                                                                      | część wsi                                                                                 | Masłów Drugi                                                                              | 50°55′59″N 20°43′08″E/50,933056 20,718889                                                 |
| 0249952 | Masłów Drugi                                                                              | wieś                                                                                      |                                                                                           | 50°55′05″N 20°43′29″E/50,918056 20,724722                                                 |
| 0250027 | Masłów Pierwszy                                                                           | wieś                                                                                      |                                                                                           | 50°54′13″N 20°43′40″E/50,903611 20,727778                                                 |
| 0250122 | Mąchocice Dolne                                                                           | część wsi                                                                                 | Mąchocice Kapitulne                                                                       | 50°53′11″N 20°46′41″E/50,886389 20,778056                                                 |
| 0250139 | Mąchocice Górne                                                                           | część wsi                                                                                 | Mąchocice Kapitulne                                                                       | 50°53′51″N 20°45′59″E/50,897500 20,766389                                                 |
| 0250100 | Mąchocice Kapitulne                                                                       | wieś                                                                                      |                                                                                           | 50°53′26″N 20°46′01″E/50,890556 20,766944                                                 |
| 0250197 | Mąchocice-Scholasteria                                                                    | wieś                                                                                      |                                                                                           | 50°54′51″N 20°46′38″E/50,914167 20,777222                                                 |
| 0249998 | Nademłynie                                                                                | część wsi                                                                                 | Masłów Drugi                                                                              | 50°55′21″N 20°44′58″E/50,922500 20,749444                                                 |
| 0249857 | Niwa                                                                                      | część wsi                                                                                 | Ciekoty                                                                                   | 50°54′58″N 20°48′00″E/50,916111 20,800000                                                 |
| 0250145 | Nowiny                                                                                    | część wsi                                                                                 | Mąchocice Kapitulne                                                                       | 50°53′30″N 20°45′38″E/50,891667 20,760556                                                 |
| 0250004 | Oboźnia Droga                                                                             | część wsi                                                                                 | Masłów Drugi                                                                              | 50°54′59″N 20°44′07″E/50,916389 20,735278                                                 |
| 1017037 | Od Chaby                                                                                  | część wsi                                                                                 | Barcza                                                                                    | 50°56′41″N 20°45′35″E/50,944722 20,759722                                                 |
| 0250033 | Ogrody                                                                                    | część wsi                                                                                 | Masłów Pierwszy                                                                           | 50°54′31″N 20°43′59″E/50,908611 20,733056                                                 |
| 0249863 | Parcela                                                                                   | część wsi                                                                                 | Ciekoty                                                                                   | 50°54′48″N 20°48′34″E/50,913333 20,809444                                                 |
| 0250040 | Parcele                                                                                   | część wsi                                                                                 | Masłów Pierwszy                                                                           | 50°53′37″N 20°44′39″E/50,893611 20,744167                                                 |
| 0250263 | Parcele                                                                                   | część wsi                                                                                 | Wola Kopcowa                                                                              | 50°53′11″N 20°43′43″E/50,886389 20,728611                                                 |
| 1017050 | Podemłynie                                                                                | część wsi                                                                                 | Brzezinki                                                                                 | 50°55′36″N 20°45′07″E/50,926667 20,751944                                                 |
| 0250056 | Podklonówka                                                                               | część wsi                                                                                 | Masłów Pierwszy                                                                           | 50°54′21″N 20°44′49″E/50,905833 20,746944                                                 |
| 0250010 | Podwiśniówka                                                                              | część wsi                                                                                 | Masłów Drugi                                                                              | 50°55′11″N 20°42′54″E/50,919722 20,715000                                                 |
| 0249805 | Przedmieście                                                                              | część wsi                                                                                 | Brzezinki                                                                                 | 50°55′28″N 20°46′09″E/50,924444 20,769167                                                 |
| 0250180 | Radostowa                                                                                 | przysiółek wsi                                                                            | Mąchocice Kapitulne                                                                       | 50°54′28″N 20°48′31″E/50,907778 20,808611                                                 |
| 0250062 | Rzeka                                                                                     | część wsi                                                                                 | Masłów Pierwszy                                                                           | 50°54′37″N 20°43′20″E/50,910278 20,722222                                                 |
| 0249811 | Smuga                                                                                     | część wsi                                                                                 | Brzezinki                                                                                 | 50°55′20″N 20°47′01″E/50,922222 20,783611                                                 |
| 0249930 | Stara Wieś                                                                                | część wsi                                                                                 | Domaszowice                                                                               | 50°52′29″N 20°40′47″E/50,874722 20,679722                                                 |
| 0250079 | Stara Wieś                                                                                | część wsi                                                                                 | Masłów Pierwszy                                                                           | 50°54′27″N 20°43′34″E/50,907500 20,726111                                                 |
| 0249828 | Ściegna                                                                                   | część wsi                                                                                 | Brzezinki                                                                                 | 50°55′47″N 20°46′19″E/50,929722 20,771944                                                 |
| 0250085 | Świerczyny                                                                                | część wsi                                                                                 | Masłów Pierwszy                                                                           | 50°54′10″N 20°42′36″E/50,902778 20,710000                                                 |
| 0250234 | Wiśniówka                                                                                 | osada                                                                                     | Dąbrowa                                                                                   | 50°56′01″N 20°40′34″E/50,933611 20,676111                                                 |
| 0250240 | Wola Kopcowa                                                                              | wieś                                                                                      |                                                                                           | 50°53′07″N 20°42′59″E/50,885278 20,716389                                                 |
| 0249946 | Za Kolejką                                                                                | część wsi                                                                                 | Domaszowice                                                                               | 50°51′48″N 20°42′33″E/50,863333 20,709167                                                 |
| 0249900 | Zabieligórze                                                                              | część wsi                                                                                 | Dąbrowa                                                                                   | 50°55′05″N 20°40′53″E/50,918056 20,681389                                                 |
| 0250151 | Zakaniów                                                                                  | część wsi                                                                                 | Mąchocice Kapitulne                                                                       | 50°53′01″N 20°46′58″E/50,883611 20,782778                                                 |
| 0250091 | Zakościele                                                                                | część wsi                                                                                 | Masłów Pierwszy                                                                           | 50°54′28″N 20°43′42″E/50,907778 20,728333                                                 |
| Źródła: Wykaz urzędowych nazw miejscowości i ich części (xls),Dz.U. z 2013 r. poz. 200 oraz Dz.U. z 2015 r. poz. 1636, Zbiory danych państwowego rejestru nazw geograficznych -2025-06-15 |                                                                                           |                                                                                           |                                                                                           |                                                                                           |

## Oświata
Na terenie gminy znajduje się pięć szkół podstawowych
- Szkoła Podstawowa im. Jana Pawła II w Masłowie
- Szkoła Podstawowa z Oddziałami Integracyjnymi i Dwujęzycznymi im. Marii Skłodowskiej-Curie w Mąchocicach Kapitulnych
- Szkoła Podstawowa im. Stefana Żeromskiego w Mąchocicach-Scholasterii
- Szkoła Podstawowa im. Janusza Korczaka w Woli Kopcowej
- Szkoła Podstawowa w Brzezinkach

## Wójtowie gminy Masłów
- Stanisław Stachura (1990-2002)
- Włodzimierz Korona (2002-2010)
- Ryszard Pazera (2010-2014)
- Tomasz Lato (2014-nadal)

## Sołectwa
Barcza, Brzezinki, Ciekoty, Dąbrowa, Dolina Marczakowa, Domaszowice, Masłów Drugi, Masłów Pierwszy, Mąchocice Kapitulne, Mąchocice-Scholasteria, Wiśniówka, Wola Kopcowa
Miejscowością podstawową bez statusu sołectwa jest kolonia Ameliówka.

## Sąsiednie gminy
Bodzentyn, Górno, Kielce, Łączna, Miedziana Góra, Zagnańsk